# 동래부 동헌 충신당
동래부 동헌 충신당(東萊府 東軒 忠信堂)은 부산광역시 동래구에 있는 조선시대의 건축물이다. 1972년 6월 26일 부산광역시의 유형문화재 제1호로 지정되었다.

## 개요
1636년(인조 14)에 동래부사 정양필이 창건하고, 1711년(숙종 37) 동래부사 이정신이 충신당으로 편액을 붙여 조선시대 말기까지 동헌으로 사용되었다.
1914년부터 1973년까지 동래군청 청사로 사용되다가 1973년 동래군이 폐지되고 양산군으로 편입됨에 따라 양산군보건소 동부지소로 사용되었고, 1977년 부산직할시에서 매입하여 초석 이상을 해체복원하여 지금까지 보존되고 있다.
이 건물은 동래부사 등 동래의 수령이 일을 처리하던 곳으로 지금의 부산광역시장 집무실과 비슷하다. 지붕은 팔작지붕이고, 처마는 겹처마이며, 천장은 연등천장이다. 충신당은 원래는 양옆에는 방, 가운데는 마루가 설치되어 있었으나, 일제강점기 동래군청 등으로 사용되면서 벽면, 평면구조, 천장, 마루 등이 교체·보수되어 원래의 모습을 많이 잃고, 현재와 같이 방은 모두 없어진 대신 마루로 바뀌었다.
2013년 5월 8일 지정명칭이 동부 동헌에서 동래부 동헌 충신당으로 변경되었다.
현재는 조선 시대 동래의 관청이었던 동래부 동헌 내 일부 문화재 시설이 각종 공사 자재 등을 보관하는 창고처럼 방치되고 있다.

## 참고 자료
- 동래부 동헌 충신당 - 국가유산청 국가유산포털